# Internetsexsucht
Internetsexsucht (Synonyme: Cybersexsucht, Onlinesexsucht) ist eine spezielle Form von Sexsucht bzw. von Internetsucht mit den spezifischen Kriterien Kontrollverlust und subjektiver Leidensdruck. Da zum Beispiel Cybersex neue Möglichkeiten der Sexualität bietet, ist der suchtartige Gebrauch andersartig als bei herkömmlicher Sexsucht.
Der Sexualwissenschaftler Volkmar Sigusch fasst zusammen: „Das beste Beispiel dafür, wie viel sich entwickelt, ist das Internet. Es gibt inzwischen eine sexuelle Süchtigkeit, die mit den Darbietungen von sexuellen Darstellungen im Internet zu tun hat. Eine ganz neue Form der sexuellen Sucht.“
Cybersexsucht kann man als eine von drei Spielformen der Internetsucht verstehen, die als substanzungebundene Sucht gilt. Zu ihr zählen die Online-Spielsucht, die Internetsexsucht und das exzessive Chatten.
Als häufige Motive sehen die Experten fehlende sexuelle Befriedigung, das Gefühl von Einsamkeit und fehlendem Lebenssinn. Die Sucht verstärkt jedoch nur das Leiden. Laut einer Studie haben Nutzer von Pornographie-Angeboten im Web alarmierend oft Depressionen, Angstgefühle und Stress. Viele Online-Sexsüchtige sind weniger interessiert am Partner und dem sozialen Umfeld. Ihre Beziehungsfähigkeit lässt, fast proportional zur Sucht, nach. Denn statt mit anderen zu kommunizieren, kreisen sie im Leben zunehmend um sich selbst und um die eigene Befriedigung. Die für die Sucht typische Dosissteigerung kann sich auch im Konsum von Gewaltpornographie äußern.

## Prävalenz
Schätzungen sprechen von 400.000 Internet-Sexsüchtigen in Deutschland und 40.000 in Österreich. Neun Zehntel davon sind Männer. Diese Schätzungen werden von der US-amerikanischen Studie „Sex in America online“ bestätigt, die bei 2 % der befragten 15.246 Nutzer eine Internetsexsucht diagnostizierten.

## Diagnose
Bis 2016 gab es in dem medizinischen Diagnosesystem der Weltgesundheitsorganisation (dem ICD-10) keine Möglichkeit, Internetsexsucht als solche zu diagnostizieren. Um dennoch diese Störung behandeln zu können, weichen Psychotherapeuten auf die Kategorie F52.8 – sonstige sexuelle Funktionsstörung, nicht verursacht durch eine organische Störung oder Krankheit – aus. Nach der Neuauflage des ICD in der elften Fassung wird mit dem zwanghaften Sexualverhalten (Code: 6C72) zukünftig auch direkt die Internetsexsucht beschrieben. Als Symptome gelten dabei u. a. wiederholter Kontrollverlust, negativer Einfluss auf das Familien- oder Arbeitsleben sowie die Beeinträchtigung des Sozialverhaltens.

## Therapie
Es gibt bisher keine speziell auf Internetsexsucht zugeschnittene wissenschaftlich evaluierte Therapie. Viele Therapieansätze lehnen sich aber an die Behandlung bereits besser evaluierter Suchttherapien an. Forscher an der Justus-Liebig-Universität Gießen arbeiten über die angeschlossene Hochschulambulanz seit Jahren mit Patienten, die unter Internetsexsucht leiden, und entwickeln ein Therapiemanual, das speziell auf diese Erkrankung zugeschnitten ist.